# Sister Marie-Stéphane
Sister Marie-Stéphane (Hélène Côté; * 9. Januar 1888 in Saint-Barthélemy/Québec; † 9. August 1985 in Montreal) war eine kanadische Musikpädagogin und Komponistin.

## Leben
Hélène Côte hatte in Montreal Klavier- und Orgelunterricht bei Romain-Octave Pelletier. 1908 wurde sie als Sœur Marie-Stéphane Mitglied im Orden der Schwestern vom Heiligen Namen Jesu und Mariens (Sœurs des Saints Noms de Jésus et de Marie, SNJM). In Vorbereitung auf eine Tätigkeit als Musiklehrerin nahm sie Unterricht bei Alfred Lamoureux (Gesang und Harmonielehre), Alfred La Liberté (Klavier), Claude Champagne (Kontrapunkt, Fuge und Komposition) und Raoul Paquet (Orgel) und studierte in Paris Komposition und Orchestration bei Guy de Lioncourt. Ab 1920 leitete sie die Musikausbildung in ihrer Kongregation.
In Outremont gründete Sœur Marie-Stéphane 1932 die École supérieure de musique, die Später den Namen École Vincent-d'Indy. Auf einer Studienreise besuchte sie 1935 namhafte Musikschulen Europas, darunter das Pariser Konservatorium, die Musikakademie Wien, die Royal Academy of Music in London und das Königliche Konservatorium Brüssel. Die gewonnenen Erkenntnisse kamen ihrer Arbeit an ihrer Musikschule zugute. Aus gesundheitlichen Gründen musste sie ihre Lehrtätigkeit 1967 aufgeben. 1973 wurde sie mit der Canadian Music Council Medal ausgezeichnet. In Outremont wurde 2021 eine Straße nach ihr benannt.
Sœur Marie-Stéphane hinterließ mehrere Kompositionen und musiktheoretische Schriften. Zum 25. Jahrestag der Gründung der École Vincent d'Indy nahm das Loewenguth Quartet ihr Andante für Streichquartett auf.

## Kompositionen
- Cantique au Sacré-Cœur für dreistimmigen Frauenchor, 1920
- Motets au Saint-Sacrement für dreistimmigen Frauenchor, 1920
- Je n'ai qu'un seul Ami für gemischten Chor
- Motets liturgiques für gemischten Chor, 1965
- Andante für Streichquartett

## Schriften
- Traité d'harmonie (1926, 1960)
- Analyse musicale (1927, 4. Auflage 1972)
- Théorie de la musique (1929, 9. Auflage 1982; englische Übersetzung: Theory of Music, 1946, 1967)
- La Musique au point de vue éducatif (1936, 1948)